# Liliana Juárez
Liliana Juárez es una actriz de cine argentina que por su labor ha recibido premios y ha sido objeto de varias nominaciones.

## Actividad profesional
Liliana Juárez obtuvo la Licenciatura en Artes Plásticas, con especialidad en Escultura y trabajó como empleada en una repartición de la provincia de Tucumán, lla Oficina de Sellos de la Dirección de Rentas. Su aproximación a la actuación la realizó ya de grande, más bien como una terapia cuando atravesaba una crisis personal causada por su divorcio. Fue así que realizó su formación actoral en diversos talleres y en la Carrera de Teatro de la Universidad Nacional de Tucumán. Junto con Daniel Elías, Sergio Prina, Agustín Toscano y Ezequiel Radusky, entre otros, integró el grupo “Gente No Convencida”, que puso en escena la obra La verdadera historia de Antonio, que se representaba una casa a la que  el público era trasladado en una combi, y en ella Liliana cumplía el papel de una muchacha con Síndrome de Down.
En 2012 puso su voz al malvado personaje de Mariángeles, en Muñecos del destino una miniserie organizada por el Instituto Nacional de Cine y Artes Audiovisuales y protagonizada por muñecos que en ocho parodiaba a la telenovela. Trabajó después en la película Los dueños y, más adelante, en El motoarrebatador que le dio la satisfacción de ser galardonada con su primer premio. Con la coproducción Planta permanente (2020) llegaron más críticas elogiosas y también más premios. El crítico Diego Batlle en el sitio web otroscines destacó la "notable actuación" de Juárez y de su coprotagonista Rosario Bléfari.

## Filmografía
Participó como actriz en los siguientes filmes:
- Planta permanente (2020)…Lila
- El motoarrebatador (2018) …Elena Suárez
- Los dueños (2014)…Alicia
- Puan (2023) ... Luisa

## Televisión
- Muñecos del destino (TV Series) (2012)…Mariángeles

## Premios y nominaciones
La actriz recibió los siguientes premios y nominaciones:
Festival de Cine Iberoamericano de Huelva
- Liliana Juárez, ganadora del Premio Colón de Plata a la Mejor Actriz por Planta permanente.

Festival Internacional de Cine de Mar del Plata 2019
- Liliana Juárez, ganadora del Premio Astor a la Mejor Actriz por Planta permanente.

Academia de las Artes y Ciencias Cinematográficas de la Argentina 2018
- Liliana Juárez nominada al Premio Sur a la Mejor Actriz por El motoarrebatador

 Santiago Festival Internacional de Cine – Santiago (Chile) 2018
- Liliana Juárez, ganadora por El motoarrebatador del Premio a la Mejor Actuación compartido con Sergio Prina[4]